# Xã Ravenna, Quận Portage, Ohio
Xã Ravenna (tiếng Anh: Ravenna Township) là một xã thuộc quận Portage, tiểu bang Ohio, Hoa Kỳ. Năm 2010, dân số của xã này là 9.209 người.